# Discman
 (septembre 2023).
Discman est la marque de Sony pour ses lecteurs de CD portables. Introduit pour la première fois au grand public avec le modèle emblématique D-50 en 1984, le terme "Discman" ne s'est imposé qu'à partir de sa deuxième itération, le D-50MkII, sorti en 1986. Vers la fin du vingtième siècle, Sony a choisi de rebaptiser cette gamme iconique en "CD Walkman". Plus qu'un simple appareil, le Discman a marqué une véritable révolution dans le domaine du stockage audio, en accélérant la transition des cassettes vers le format CD, tout en redéfinissant l'expérience musicale en déplacement. 

## Avant la commercialisation
Avant l'utilisation du CD, les cassettes étaient le principal outil des supports audio au regard de l'industrie naissante de l'audio portable. C'est en 1979 que Sony présenta le Walkman au Japon et après que la compagnie eut compris le potentiel de cette industrie naissante, les dirigeants mirent en place un moyen de dynamiser le marché du lecteur de CD.

## Développement

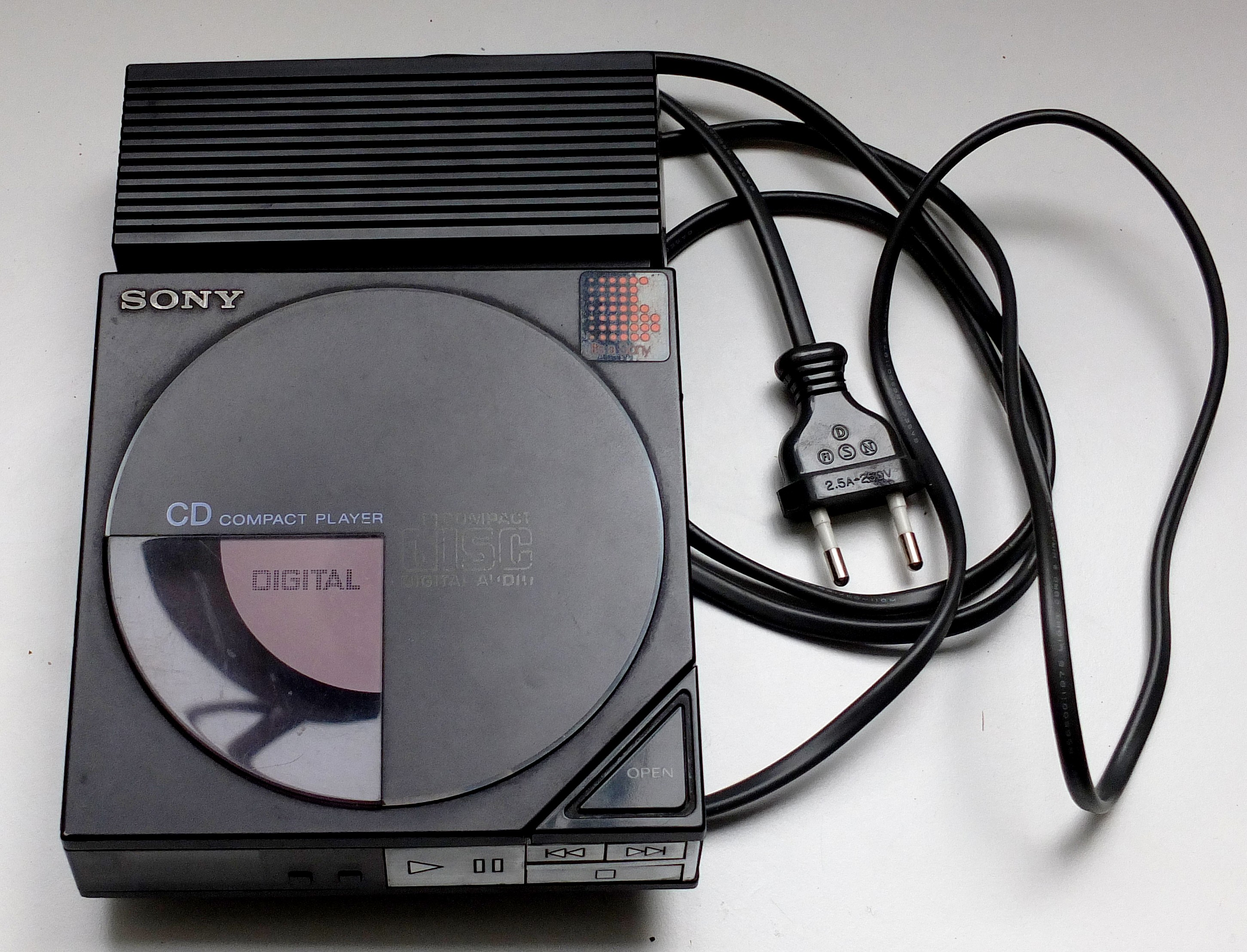
Le lecteur D-50 connecté à son chargeur secteur.

Se basant sur un précédent lecteur (le CDP-101), Sony s'employa à la conception du modèle, réduire la puissance et le nombre des composants requis tout en diminuant la taille globale du lecteur, mais aussi faire passer son coût à 50000 ou 60000 yen. Le projet fut nommé "CD CD Project " qui correspondait à Compact Disc Cost Down Project (Le projet de Réduction des Coûts du CD). En août 1983, la capacité de produire un lecteur de CD un dixième de fois plus petit que sa première unité de fabrication, laissa place à l'éventualité d'un lecteur portable.
Le but premier était de créer un lecteur équivalant à la taille de quatre boîtiers de CD empilés les uns sur les autres. Un morceau de bois de 13,4 cm de longueur et 4 cm de hauteur fut présenté à l'équipe afin de mieux se rendre compte des dimensions de ce à quoi ils aspiraient. Le D-50 finalement produit était un carré de 12,7 cm de côté, alimenté par un adaptateur secteur amovible enfichable directement sur le corps de l'appareil. Le lecteur seul, construit entièrement en métal, pesait 600 grammes.

## Commercialisation
Le D-50 (D-5 pour certains marchés comme l'Amérique du Nord) fut lancé en novembre 1984, deux ans après le début de la production de masse de CD. Le produit présentait la même fonctionnalité que le modèle complet du lecteur CDP-101 toutefois sans la télécommande ni la fonction "Repeat" de ce dernier. Le D-50 fut vendu au détail pour seulement 49800 yen (soit 350$ en 1984), environ la moitié du coût du CDP-101. Le produit suscita avec succès l'intérêt du public pour les CD, accroissant leur popularité, et en un an et demi le D-50 devint rentable.
À cause du fait qu'il soit portable et de sa ressemblance avec le Walkman, le D-50 fut surnommé "Discman". Ce nom fut utilisé pour se référer à n'importe quel lecteur CD portable de Sony. Cependant, à la fin des années 1990, Sony changea ce nom en "CD Walkman".

## Impact
Le lancement du D-50 suscita l'intérêt du public pour les CD en tant que format audio et dans l'industrie audio en général. Un marché du CD portable fut créé et le prix des lecteurs CD concurrents chuta. À cette époque, l'industrie du CD fait face à  une croissance soudaine avec le nombre de titres de CD disponibles en constante augmentation.